# Kantei
Phủ Thủ tướng Nhật Bản (Nhật: 総理大臣官邸 (Tổng Lý Đại Thần Quan Để) Hepburn: Sōri Daijin Kantei), còn được gọi là Shushō Kantei (首相官邸 (Thủ tướng Quan để)) và thường được gọi tắt là Kantei (官邸 (Quan để)), là nơi ở và làm việc chính thức của Thủ tướng Nhật Bản.

## Giới thiệu
Phủ Thủ tướng nằm ở 2-3-1 Nagata-chō, Chiyoda-ku, Tokyo 100-8968, nằm liền kề với Tòa Nghị sự Quốc hội. Tòa nhà mới đi vào hoạt động vào tháng 4 năm 2002 với mục đích thay thế tòa nhã cũ, được xây dựng vào năm 1929. Tòa nhà cũ có tên là Sōri Kōtei (総理公邸 (Tổng lý Công để)). Thuật ngữ Kantei được sử dụng ngầm chỉ văn phòng của Thủ tướng Nhật Bản, cố vấn và chính quyền của Thủ tướng nói chung.
Nơi đây ngoài chức năng là nơi cư trú chính thức của Thủ tướng Nhật Bản, còn là nơi làm việc của Thủ tướng, chánh và phó chánh văn phòng nội các, là nơi diễn ra các cuộc họp nội các quan trọng, nơi đón tiếp các nhà lãnh đạo nước ngoài và cũng là nơi đặt trung tâm ứng phó khủng hoảng quốc gia.